# ハカネ
ハカネ（ hakane ）は、日本の3人組「ハカネクラ系」音楽プロジェクト。2024年（令和6年）10月に活動を開始。

## 概要
ボーカリストでシンガーソングライターの「Fu」、コンポーザーとしてキーボーディスト兼プロデューサーの「中村エイジ」とソングライターの「Cawl」の3人体制で、内に秘めた「想い」や「感情」を歌で表現する「ハカネクラ系」音楽プロジェクト、「ハカネ」の活動を開始。2025年4月1日、1stシングル（デジタル版のみ）『蜃気楼』でビクターエンタテイメントより、メジャー・デビュー。

## メンバー
| 名前                          | 担当                      |
| ----------------------------- | ------------------------- |
| FU（ふー）                    | ボーカル                  |
| 中村エイジ（なかむら えいじ） | プロデューサー キーボード |
| Cawl（かうる）                | ソングライター            |

## 来歴
2024年
- 11月27日、オリジナル曲「絵空唄」を1st Digital singleとして配信後、同月29日にMusic VideoをYouTubeにて公開。

2025年
- 1月29日、オリジナル曲「さよならまたね」を2nd Digital singleとして配信、同日Music VideoをYouTubeにて公開。
- 2月26日、オリジナル曲「未完成ファンタジア」を3rd Digital singleとして配信、同日Music VideoをYouTubeにて公開。
- 4月1日に、1st メジャー Digital single「蜃気楼」にてメジャーデビュー。同曲は4月2日（1日深夜）テレビ東京系「ドラマチューズ!枠より放送開始した、『ジョフウ 〜女性に××××って必要ですか?〜』のエンディング主題歌として、書き下ろされ、初となるドラマタイアップとなった。また、4月17日に公開されたミュージック・ビデオには本ドラマ主演の山崎紘菜が出演。

## ディスコグラフィ

### シングル
|                 | 発売日     | タイトル           | アルバム | レーベル                 | 備考                                                         |
| --------------- | ---------- | ------------------ | -------- | ------------------------ | ------------------------------------------------------------ |
| インデジーズ1st | 2024/11/27 | 絵空唄             | -        | -                        | -                                                            |
| インディーズ2nd | 2025/01/29 | さよならまたね     | -        | -                        | -                                                            |
| インディーズ3rd | 2025/02/26 | 未完成ファンタジア | -        | -                        | -                                                            |
| メジャー1st     | 2025/04/01 | 蜃気楼             | -        | ビクターエンタテイメント | ジョフウ 〜女性に××××って必要ですか?〜』のエンディング主題歌 |